# Jurij Felten

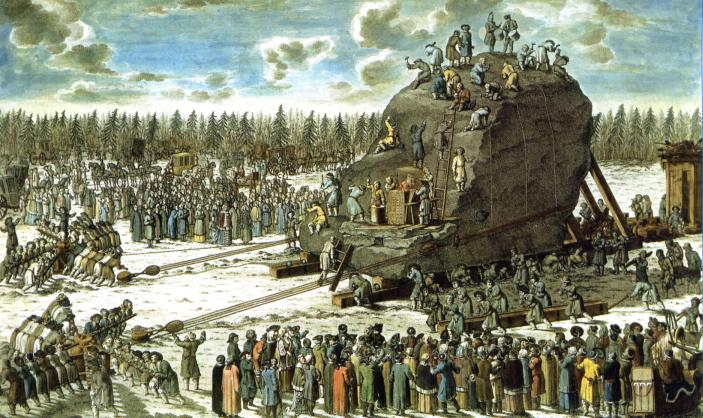
Transport av Åskstenen, en etsning och gravyr av Jakob van der Schley (1715–1779) från tidigt 1770-tal på basis av en teckning av Jurij Felten

Jurij Matvejevitj Felten (ryska: Ю́рий Матве́евич Фе́льтен), född 1730 i Sankt Petersburg, död 1801, var en rysk arkitekt.
Felten reste 1744 till Tyskland för att studera vid universitetet i Tübingen. Han medverkade vid upprättandet av konstruktionsritningen av residenset i Stuttgart. Felten återvände till Ryssland 1749. 
Mellan 1749 och 1751 studerade Felten vid Sankt Petersburgs konstakademi under ledning av I.J. Schumacher. I början av september 1755 började Felten arbeta för Bartolomeo Francesco Rastrelli. 
Den 16 oktober 1760 fick han sin titel som arkitekt. Felten kom att bli Rastrellis förste assistent. Under 1760- och 1770-talen, då Rastrelli hade lämnat Ryssland, blev Felten huvudarkitekt för uppbyggnaden av Sankt Petersburgs domstolbyggnad. 
Felten blev 1783 korrespondent för franska kungliga akademin; 1784 utnämndes han till stadsconsul, 1770 till akademiker, 1772 till professor vid konstakademin och 1785 till rektor. Mellan 1789 och 1794 var han direktör för konstakademin. Han pensionerades 1794. 
Hans främsta verk i Sankt Petersburg inkluderar det gamla Eremitaget, Tjesmepalatset och Baptistkyrkan Johannes (Tjesmekyrkan), den protestantiska kyrkan Sankta Katarina på Vasilevskijön, den katolska kyrkan Sankta Anna vid Kirotjnajagatan och den armenisk-gregorianska kyrkan vid Nevskij prospekt.